# Andreas Theodor Kruse

Andreas Theodor Kruse

Andreas Abraham Theodor Kruse (* 23. Mai 1787 in Strelitz; † 29. November 1873 in Stralsund) war ein Kaufmann in Stralsund.
Er war Altermann des Gewandhauses (Zunftvorsteher der Tuchmacher), Abgeordneter des Preußischen Landtags und widmete sich der Heimatforschung. 

## Leben und Wirken
Andreas Theodor Kruse war das dritte von fünf Kindern des mecklenburgischen Handschuhmachers Christian Dethloff Kruse. Er kam schon im Alter von 10 Jahren auf das Stralsunder Gymnasium im ehemaligen Kloster St. Katharinen. Einer der prominentesten Schüler dieses Gymnasiums war Ernst Moritz Arndt, mit dem Andreas Theodor eine lebenslange Freundschaft verband.
Nach seiner Schulzeit trat Kruse 1801 als Lehrling in das Handelshaus des wohlhabenden Kaufmanns Johann Wilhelm Glaser ein, dessen jüngste Tochter Friederike er 1814 heiratete. Während der von Napoleon verhängten Kontinentalsperre brachten ihm in den Jahren 1811 bis 1813 längere Reisen nach Skandinavien und England wesentliche Erfolge ein. 1815 übernahm er das Glasersche Handelshaus und gründete zur Belebung der danieder liegenden Wirtschaft eine Bibliothek für Handel und Gewerbe sowie eine städtische Gewerbeschule.
Kruse beschäftigte sich schon zur damaligen Zeit mit der Geschichte Pommerns, insbesondere mit der Geschichte Stralsunds. Sein besonderes Interesse galt der Armenpflege, wo er sich seit 1824 als Inspektor und rechnungsführender Administrator des Johannis-Armenhauses für die Einrichtung einer Winterspeisung für Kinder einsetzte. Er war Mitbegründer der ersten Kinderstube, die Vorbild für andere Hansestädte wurde.
1839 wurde Kruse in die Körperschaft der Deputierten der Kaufmannschaft berufen und erwarb sich Verdienste bei der Förderung der Handelsinteressen durch die eine wesentliche Verbesserung der Verbindung zu anderen Seestädten mit Hilfe der Dampfschifffahrt. Auch für die Schaffung einer Eisenbahnverbindung nach Berlin setzte er sich gegen erheblichen Widerstand ein.
Als Altermann des Gewandhauses gehörte er zur Spitze der Bürgerschaft und leitete die Verhandlungen der bürgerschaftlichen Repräsentanten mit dem Stadtrat. 1848 war er Abgeordneter des Handelskongresses in Frankfurt und wurde in der Paulskirche Zeuge des Ringens um die Gestaltung Deutschlands. 1849 wurde er von den Altliberalen in das Preußische Abgeordnetenhaus gewählt und vertrat bis 1863 die Interessen Neuvorpommerns und Rügens auf den Gebieten des Handels, des Gewerbes und der Landwirtschaft. 
Er schloss sich zunächst den Konservativen an, die die von Friedrich Wilhelm IV. oktroyierte Preußische Verfassung von 1848 gegen großen Widerstand bedingt verteidigten. Nach Auflösung der Zweiten Kammer wurde Kruse wiedergewählt, trat aber nun den sich neu bildenden gemäßigten Liberalen bei, deren Programm die Einigung Deutschlands unter Preußens Schutz und oberster Leitung war. 
Infolge seiner umfangreichen politischen Aufgaben als Landtagsabgeordneter, als Altermann des Gewandhauses und als Verwalter etlicher städtischer Stiftungen sowie seiner zeitraubenden historischen und literarischen Studien über seine Heimatstadt kam es zu folgenschweren Beschränkungen seiner geschäftlichen Tätigkeit als Kaufmann. Zudem liefen die Geschäfte infolge des Niedergangs der Hansestädte und der damit verbundenen rückläufigen wirtschaftlichen Situation immer schlechter, weswegen er das am Sund gelegene Rittergut Andershof aufgeben musste.
Sein Sohn Heinrich Kruse wurde Journalist, Dichter und Schriftsteller, sein Enkel Francis Kruse wurde hoher preußischer Verwaltungsbeamter.

## Schriften
- Aufklärung und Bemerkungen über die Stralsunder Bürger-Verträge von 1595 und 1616. Ein Versuch von A.T. Kruse, Altermann des Gewandhauses. Löfflersche Buchhandlung (C. Hingst), Stralsund 1846. (Digitalisat in der Digitalen Bibliothek Mecklenburg-Vorpommern)
- Aufklärung und Bemerkungen über die Stralsunder Bürger-Verträge und 1595 bis 1616. Urkundliche Beiträge (aus den Jahren 1588, 1595 und 1618) zur Geschichte der Stralsunder Verfassung. Ein Anhang zu A. T. Kruse's Aufklärung und Bemerkungen über die Stralsunder Bürger-Verträge von 1595 und 1616. Löfflersche Buchhandlung (C. Hingst), Stralsund 1846.
- Sundische Studien. Festgabe zur 500jaehrigen Jubelfeier der Altermänner des Gewandhauses in Stralsund. Sandhop Verlag, Stralsund 1846/47:
  - Erster Entwurf einer Bürgermeister-Tafel. Von den Aeltesten der Bürgermeister I. bis XXXIV. oder von (1209) 1293 Leo Balke, bis zu dem Tode von Bartholomeus Sastrow, am 7. Februar 1603. (Digitalisat in der Digitalen Bibliothek Mecklenburg-Vorpommern)
  - 1. Verzeichnis von Büchern, Urkunden und einigen andern schriftlichen Nachrichten des Gewandhauses bis 1595.
  - Register (satisfecerunt ad scampna et ad societatem pannicidarum in sundis) der Altermänner des Gewandhauses in Stralsund.
  - Umriss einer Geschichte der Unterstützungsquellen und des Armenwesens in Stralsund, insbesondere des Johannis-Armenhauses, nach den Rechnungs-Uebersichten einer 25 jährigen Administration desselben von A.T. Kruse, C.Löffler’sche Buchhandlung (C. Hingst), Stralsund 1847.
- Geschichte der Stralsunder Stadt-Verfassung. Ein Versuch von A.T. Kruse, Altermann des Gewandhauses. Erste Abtheilung: Bis zu dem Bürger-Vertrage vom 16. December 1595.  C. Löffler’sche Buchhandlung (C. Hingst), Stralsund 1848.
- Einige Bruchstücke aus der Geschichte der Stadt Stralsund. Zu einer Übersicht nach der Zeitfolge zusammengestellt von A.T. Kruse, Altermann des Gewandhauses, Zweites Buch: Stralsund nach dem Frieden von 1370, unter den Bürgermeistern Bertram Wulflam und Wulf Wulflam. C. Löffler’sche Buchhandlung (C. Hingst), Stralsund 1848.
- Aufruhr am Sund. Die Hanse und Stralsund im 14. Jahrhundert. Neuausgabe des Werkes von Andreas Theodor Kruse: Einige Bruchstücke aus der Geschichte der Stadt Stralsund von 1848. Herausgegeben, bearbeitet und kommentiert von Jürgen D. Kruse-Jarres. Elmenhorst: Edition Pommern 2014, ISBN 978-3-939680-21-5. Rezension des Werkes von Lutz Mohr. In: Die Pommersche Zeitung, Bd. 64, 2014, Nr. 36, S. 2
- Sundische Studien (II): Sandhop Verlag, Stralsund 1851–1855:
  - 1. Urkundliche Nachrichten zur Geschichte des Gewandhauses.
  - 2. Geschichte des Johannisklosters.
  - 3. Stralsunder Stadtverfassung.
  - 4. Machtentwicklung Stralsunds im Hansabund.
- Ueber Skandinaviens Eisenbahn- und Dampfschiff-Verbindungen mit besonderer Berücksichtigung auf die See-Post zwischen Ystad und Stralsund. Von A.T. Kruse, Altermann des Gewandhauses und z. Z. Landtags-Abgeordneter für Rügen-Fransberg.  Königl. Regierungs-Buchdruckerei, Stralsund 1860.